# Мягкие вычисления

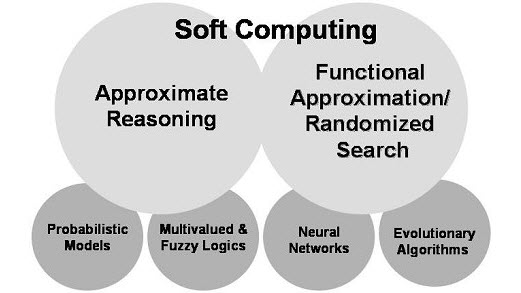
Мягкие вычисления

Мягкие вычисления — понятие, введённое Лотфи Заде в 1994 году, объединяющее в общий класс неточные, приближённые методы решения задач, зачастую не имеющих решения за полиномиальное время. Задачи, решаемые такого класса методами, возникают в области биологии, медицины, гуманитарных наук, робастного управления, менеджменте.
Технологии мягких вычислений ориентированы на решение задач управления со слабо структурированными объектами управления; инструментарий мягких вычислений использует технику нечётких систем (нечёткие множества, нечёткую логику, нечёткие регуляторы), искусственные нейронные сети, генетические алгоритмы и эволюционное моделирование (в том числе иммунные алгоритмы, алгоритмы роевого интеллекта — на основе поведенческих реакций групп животных, птиц, муравьёв, пчёл). Различные методы мягких вычислений могут дополнять друг друга и часто используются совместно, образуя гибридные системы.